# Cordillère des Maribios
La cordillère des Maribios (ou Marrabios), au Nicaragua, est une chaîne de volcans, orientée du nord-ouest au sud-est et longue d'environ 60 km. Elle émerge de la plaine qui borde l'océan Pacifique, dans les départements de León et Chinandega. Cet alignement est parallèle à la faille qui sépare la plaque océanique des Cocos de la plaque continentale des Caraïbes.
La chaîne compte une douzaine de volcans majeurs, dont cinq volcans actifs (San Cristóbal, Telica, Cerro Negro, El Hoyo, Momotombo), et une multitude de petits appareils éruptifs. Elle culmine au San Cristóbal (1 745 m). Le plus jeune volcan de la chaîne est le Cerro Negro, né en 1850.

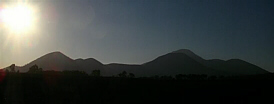
Vue de la cordillère.